# キャロル・オコナー
キャロル・オコナー（本名：ジョン・キャロル・オコナー、John Carroll O'Connor、1924年8月2日 - 2001年6月21日）は、アメリカ合衆国の俳優。

## 来歴
ニューヨーク市マンハッタン出身。アイルランド系アメリカ人。
戦争映画・西部劇映画、テレビドラマを中心に出演、特にシットコム オール・イン・ザ・ファミリーとArchie Bunker's Placeの主人公アーチー・バンカー役で知られ、オール・イン・ザ・ファミリーでプライムタイム・エミー賞主演男優賞（コメディ部門）を4回、ゴールデングローブ賞主演男優賞（ミュージカル・コメディ部門）を1回受賞した。1989年にも『新・夜の大捜査線』で第41回プライムタイム・エミー賞主演男優賞（ドラマ部門）を受賞した。出演のほか、テレビドラマの脚本やプロデューサーとしても活躍した。
2001年6月21日、心筋梗塞のため死去、76歳。

## 主な出演作品

### 映画
- 手錠のまゝの脱獄 The Defiant Ones (1958) クレジットなし
- 二十歳の火遊び Parrish (1961) 消防士(クレジットなし)
- 愛するゆえに By Love Possessed (1961)
- 脱獄 Lonely Are the Brave (1962)
- 名犬ラッド Lad, A Dog (1962)
- クレオパトラ Cleopatra (1963)
- 危険な道 In Harm's Way (1965)
- 地上最大の脱出作戦 What Did You Do in the War, Daddy? (1966)
- ハワイ Hawaii (1966)
- おれの女に手を出すな Not with My Wife, You Don't! (1966)
- 消えた拳銃 Warning Shot (1967)
- 殺しの分け前/ポイント・ブランク Point Blank (1967)
- 荒野の隠し井戸 Waterhole #3 (1967)
- コマンド戦略 The Devil's Brigade (1968)
- 愛は心に深く For Love of Ivy (1968)
- 鏡と悪魔 Fear No Evil (1969) テレビ映画
- ガンファイターの最後 Death of a Gunfighter (1969)
- かわいい女 Marlowe (1969)
- 戦略大作戦 Kelly's Heroes (1970)
- N.Y.市警ブラス Brass (1985) テレビ映画 脚本・製作総指揮も
- 36時間 36 Hours to Die (1999) テレビ映画
- この胸のときめき Return to Me (2000)

### テレビドラマ
- アンタッチャブル The Untouchables (1961-1962)
- 裸の町 Naked City (1962)
- ディック・パウエル・ショー The Dick Powell Show (1962-1963)
- 弁護士プレストン The Defenders (1962-1963)
- ベン・ケーシー Ben Casey (1962, 1965)
- ドクター・キルデア Dr. Kildare (1962, 1965)
- 大冒険 The Great Adventure (1963-1964)
- スラッタリー物語 Slattery's People (1965)
- ガンスモーク Gunsmoke (1966-1967)
- オール・イン・ザ・ファミリー (1968-1979)
- ディズニーランド Disneyland (1969)
- Archie Bunker's Place (1979-1983) 脚本も
- 新・夜の大捜査線 In the Heat of the Night (1988-1995) 脚本・製作総指揮も
- サンフランシスコの空の下 Party of Five (1996)
- あなたにムチュー Mad About You (1996-1999)

✳︎タイムトンネル　サウソウル将軍とサウソウル大佐の二役

## 出演以外
- 刑事ブロンク Bronk (1975-1976) 企画・製作総指揮